# Liste der Naturdenkmale in Kelberg
Die Liste der Naturdenkmale in Kelberg nennt die im Gemeindegebiet von Kelberg ausgewiesenen Naturdenkmale (Stand 4. Juni 2024).

## Naturdenkmale
| Nr.         | Bezeichnung               | Lage                                                     | Beschreibung                                         | Bild                                    |
| ----------- | ------------------------- | -------------------------------------------------------- | ---------------------------------------------------- | --------------------------------------- |
| ND-7233-133 | Eiche                     | Zermüllen, östlich des Ortes; Flur Am Mühlenberg Lage    | Quercus robur                                        | Direkt Bild zu diesem Denkmal hochladen |
| ND-7233-135 | Wacholdergebiet Heidekopf | Zermüllen, südöstlich des Ortes; Flur Am Mühlenberg Lage | Wacholderheide; flächenhaftes Naturdenkmal, ca. 1 ha | Direkt Bild zu diesem Denkmal hochladen |

## Ehemalige Naturdenkmale
| Nr. | Bezeichnung                  | Lage                                                 | Beschreibung                                                            | Bild                                    |
| --- | ---------------------------- | ---------------------------------------------------- | ----------------------------------------------------------------------- | --------------------------------------- |
|     | Wacholdergebiet am Ueßerberg | Kelberg, südlich des Ortes; Flur Im Uesser Berg Lage | Wacholderheide; flächenhaftes Naturdenkmal; Rechtsverordnung aufgehoben | Direkt Bild zu diesem Denkmal hochladen |